# Cholo
Cholo (weiblich chola oder cholita) ist ein aus dem spanischsprachigen Raum stammender abwertender Ausdruck, der auch Eingang in andere Sprachräume, insbesondere in den englischsprachigen Raum, gefunden hat.
Der Ausdruck wird in verschiedenen Regionen unterschiedlich gebraucht. Im Wesentlichen dient der Ausdruck als Bezeichnung für einen Menschen überwiegend indigener Abstammung, der noch viele Gewohnheiten der indigenen Kultur pflegt, gleichzeitig aber auch einer städtischen Gesellschaft angehört. Vor allem in Nordamerika wird der Begriff für alle Personen gebraucht, die sowohl indianische als auch spanische Vorfahren haben. In Ecuador bezeichnet Cholo genau das Gegenteil, eine indigen aussehende Person, die keine indigenen Traditionen pflegt. Darüber hinaus ist es auch der Name einer an der Küste Ecuadors beheimateten Volksgruppe.
Der Inca Garcilaso de la Vega definiert einen Cholo wie folgt: 
„Das Kind eines Schwarzen mit einer Indianerin oder eines Indianers mit einer Schwarzen nennt man Mulatte oder Mulattin. Deren Kinder nennt man Cholos, ein Wort der Insel Barlovento, das Hund bedeutet, es wird nicht für spanischstämmige Mischlinge, sondern  für ‚schurkische Kläffer‘ benutzt; die Spanier benutzen das Wort zur üblen Nachrede und Beleidigung.“
Cholo wurde in der Vergangenheit meist abwertend benutzt. Andererseits ließ sich der peruanische Staatspräsident Alejandro Toledo von seinen Anhängern Cholo nennen. Auch der ehemalige argentinische Fußballspieler und heutige Trainer von Atlético Madrid Diego Simeone trägt den Spitznamen El Cholo.
Lange Zeit und bis 2006 wäre es unvorstellbar gewesen, dass indigene Frauen mit traditioneller Kleidung, auf welche der Begriff Chola angewendet wurde, eine berufliche Karriere außerhalb des informellen Sektors machen könnten. Für die in Bolivien als Bürger zweiter Klasse betrachteten Indigenen brachte die Präsidentschaft des ersten indigenen Präsidenten Evo Morales ab 2006 die erste Möglichkeit einer Partizipation im öffentlichen oder wirtschaftlichen Bereich.
Das Lied des peruanischen Sängers Luis Abanto Morales Cholo Soy behandelt das Leben eines Cholos.
Aufgrund des in den letzten Jahren vermehrten Auftretens von Cholos im peruanischen Fernsehen hat die peruanische Journalistin und Moderatorin Magaly Medina die Bezeichnung El Chollywood Peruano kreiert. 
In Ecuador kann Cholo auch jemanden schlechten Geschmacks oder einfacher Manieren bezeichnen. Demnach können auch Gegenstände, die für die bezeichnende Person geschmacklos sind, Cholo genannt werden.
In den USA ist cholo ein abwertender Begriff für einen Kriminellen oder Gangster lateinamerikanischer Abstammung, bzw. davon abgeleitet für Angehörige der sozialen Unterschicht mit lateinamerikanischer Abstammung. Charakteristisch sind dabei für Männer Glatze, Bandana (Stirntuch), weite Khakihosen (Chinos), weißes Unterhemd, übergroßes, nur oben zugeknöpftes Flanellhemd und großflächige, einfarbige Tätowierungen; für Frauen (cholas) darüber hinaus auffällige Kreolen, Steckfrisur und dickes Make-up, das Augenbrauen und Lippenkonturen betont.